# Glyphiulus formosa
Glyphiulus formosa är en mångfotingart som beskrevs av Pocock 1895. Glyphiulus formosa ingår i släktet Glyphiulus och familjen Glyphiulidae. Inga underarter finns listade i Catalogue of Life.